# メットライフ・スタジアム
メットライフ・スタジアム（MetLife Stadium）は、アメリカ合衆国ニュージャージー州イーストラザフォードのスタジアム。ナショナル・フットボール・リーグ（NFL）のニューヨーク・ジェッツとニューヨーク・ジャイアンツの2チームが2010年シーズンからスタジアムを本拠地としている。総工費16億ドルで建設された。2020年にはXFLのニューヨーク・ガーディアンズも本拠地とした。

## 施設概要

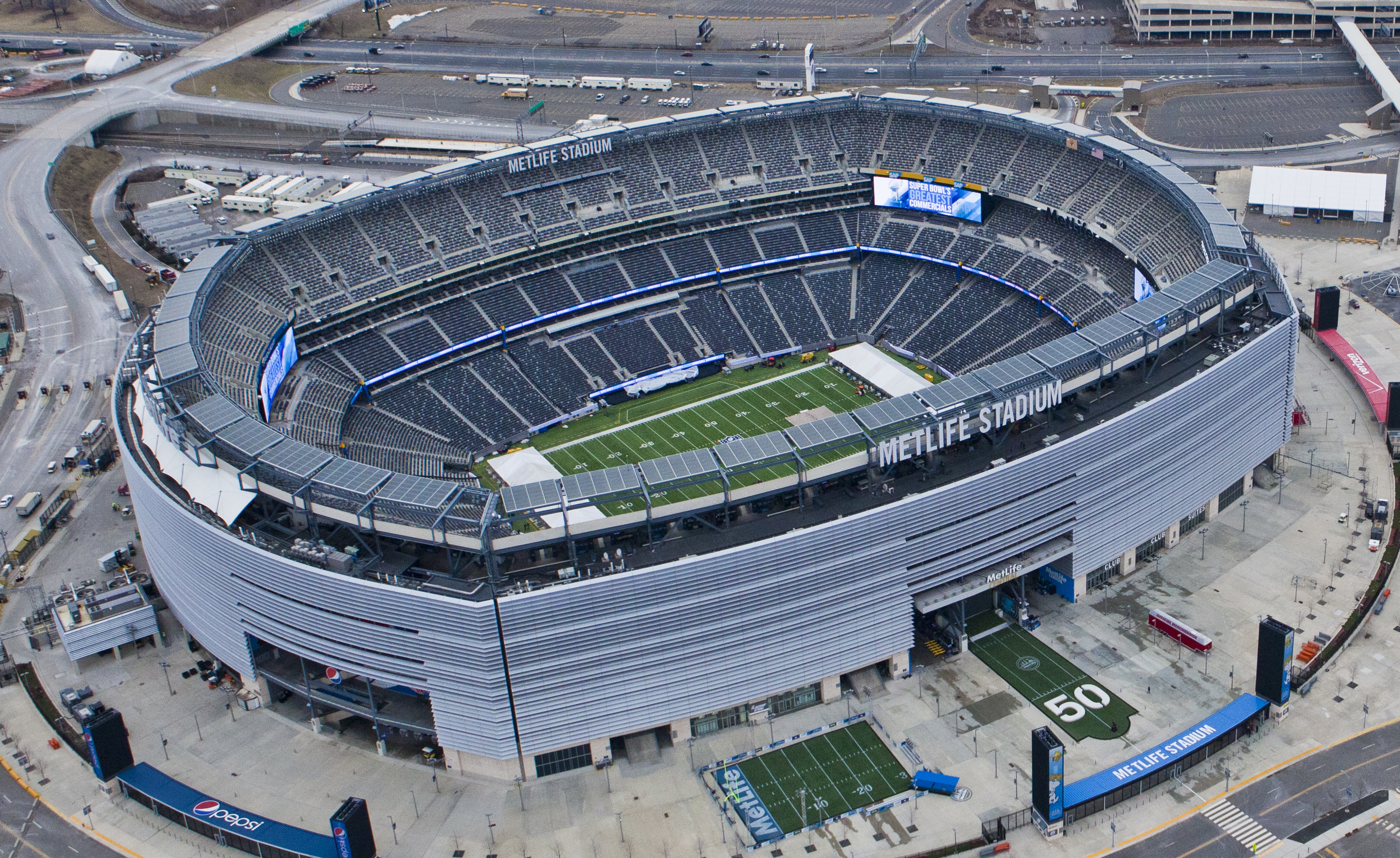
スタジアム遠景（2014年）

本拠地にするチームは、いずれもチーム名に「ニューヨーク」という地名を冠しているが、場所はハドソン川の対岸に位置する、ニュージャージー州イーストラザフォードである。周辺一帯は、ニュージャージー・メドウランズと呼ばれている。
ジャイアンツ・スタジアムの老朽化に伴って新築されたスタジアムである。当初はジェッツがウェスト・サイド・スタジアムに移転予定だったが、五輪招致失敗で同スタジアムに本拠地を構えることになった。
スタジアム周辺はメットライフ・スポーツ・コンプレックス（メドウランズ・スポーツ・コンプレックス）と呼ばれており、メドウランズ競馬場などがある。
2010年4月10日に、大学ラクロスのコニカミノルタ・ビッグシティ・クラシックでこけら落としされた。
2010年のNFLレギュラーシーズンの開幕週ホームゲーム開催をニューヨーク・ジェッツ、ニューヨーク・ジャイアンツのそれぞれが希望していたが、ロジャー・グッデルコミッショナーのコイントスの結果、ジャイアンツが最初の公式戦を開催することとなり、ジェッツは翌日のマンデーナイトフットボールで初戦を行うこととなった。コイントスの際に両チームの関係者が同席出来なかったことについてジェッツのオーナー、ウッディ・ジョンソンは不満をもらした。
2013年4月7日にはWWE最大のイベントレッスルマニア29が開催。2019年にも開催された。2025年8月2・3日にはサマースラムが初の2days開催。2014年2月2日に第48回スーパーボウルが行われ、シーホークスが43-8でブロンコスを下し優勝した。

## 命名権
本スタジアムも、近年建設された他のスタジアムと同様に、命名権を売却している。2008年に、アリアンツと交渉が行われたが、同社が過去にナチスとの関わりがあったことが明らかになり、ユダヤ系アメリカ人の多い地元ニューヨークの反発もあり、契約は結ばれなかった。
2011年6月27日、ニューヨークに本社を置く保険会社メットライフが命名権購入を示唆。8月23日に25年間の契約によりメットライフ・スタジアムとなった。但し、開催予定のFIFAワールドカップ26では、FIFA（国際サッカー連盟）による施設命名権行使禁止規定により、「NYNJスタジアム」の名称で使用される予定。

## 主な試合

### NFL

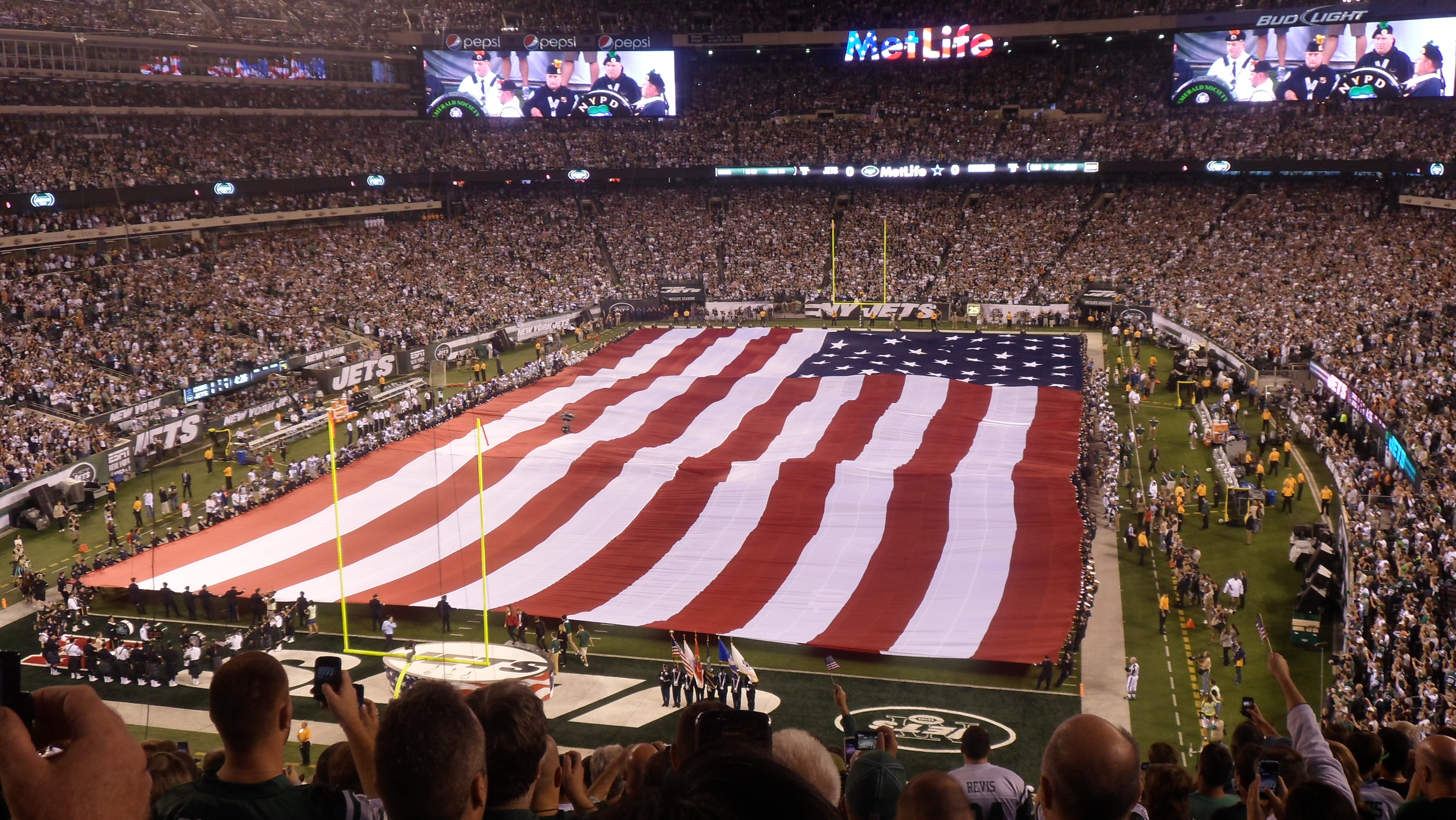
2011年9月11日の試合前のセレモニーの様子

#### スーパーボウル
2010年5月25日、2013年シーズンの第48回スーパーボウルを当スタジアムで開催することが発表された。ニューヨーク都市圏では初のスーパーボウルであり、寒冷地の非ドーム型スタジアムで開催されるのも初めてとなる。通常、スーパーボウルは平均気温が摂氏10度以下の都市で開催される場合、屋内の空調管理されたスタジアムで開催されなければならないことになっていた。しかし、NFLのコミッショナーのロジャー・グッデルはこのルールを一時的に外し、「新しいスタジアムとニューヨーク地域におけるNFLの偉大な遺産と歴史を祝う機会に基づく、一度限りのユニークな状況」という理由を述べ、メットライフ・スタジアムでの開催を許可した。試合当日、キックオフ時の気温は華氏49度（摂氏9度）で、史上3番目に寒いスーパーボウルとなった。試合は、2014年2月2日に行われ、シアトル・シーホークスがデンバー・ブロンコスを43対8で破り、スーパーボウル初優勝を飾った。
| 年度 | 試合                 | 日程         | AFCチーム            | スコア | NFCチーム              | 観客動員数 |
| ---- | -------------------- | ------------ | -------------------- | ------ | ---------------------- | ---------- |
| 2013 | 第48回スーパーボウル | 2014年2月2日 | デンバー・ブロンコス | 8 - 43 | シアトル・シーホークス | 82,529     |

## 交通
2009年、メドウランズ・スポーツ・コンプレックスのアクセスに供するために、ニュージャージー・トランジットが運営する近郊電車パスカック・バレー線から支線を伸ばす形でメドウランズ・スポーツ・コンプレックスの中央部にメドウランズ駅（メドウランズ・スポーツ・コンプレックス駅）が開業した。その他、バス路線も存在する。